# Paradou AC
El Paradou AC (en árabe: نادي أتليتيك بارادو‎) es un equipo de fútbol de Argelia que juega en el Campeonato Nacional de Argelia, la primera categoría de fútbol en el país.

## Historia
Fue fundado el 16 de agosto de 1994 en la comunidad de Hydra de la capital Argel por un grupo de integrantes de la sección juvenil del Hydra AC.
En la temporada 2004/05 logran el ascenso al Campeonato Nacional de Argelia por primera vez en su historia, donde terminaron en octavo lugar en su primera temporada, pero descendieron en la siguiente luego de terminar en el lugar 14 entre 16 equipos.
En la temporada 2016/17 el club gana el título de la Primera División de Argelia y regresa a la máxima categoría.
La primera participación del club en un torneo a escala nacional se da en la Copa Confederación de la CAF 2019-20 donde fue eliminado en la fase de grupos, no sin antes haber eliminado en la primera ronda al CS Sfaxien de Túnez.

## Palmarés
- Primera División de Argelia: 1

2016/17
- División Nacional Aficionada de Argelia: 2

2002/03, 2014/15

## Participación en competiciones de la CAF
| Temporada | Torneo                       | Ronda          | Club            | Casa | Visita | Global     |
| --------- | ---------------------------- | -------------- | --------------- | ---- | ------ | ---------- |
| 2019/20   | Copa Confederación de la CAF | Preliminar     | CI Kamsar       | 3-0  | 0-1    | 3-1        |
| 2019/20   | Copa Confederación de la CAF | 1              | CS Sfaxien      | 3-1  | 0-0    | 3-1        |
| 2019/20   | Copa Confederación de la CAF | Playoff        | KCCA FC         | 4-1  | 0-0    | 4-1        |
| 2019/20   | Copa Confederación de la CAF | Fase de grupos | Hassania Agadir | 0-2  | 3-0    | 3.er lugar |
| 2019/20   | Copa Confederación de la CAF | Fase de grupos | Enyimba FC      | 1-0  | 1-4    | 3.er lugar |
| 2019/20   | Copa Confederación de la CAF | Fase de grupos | FC San Pédro    | 0-0  | 0-0    | 3.er lugar |